# Alianza Renta Básica
La Alianza Renta Básica (en alemán: Bündnis Grundeinkommen, BGE) es un partido político alemán, que aboga por la introducción de una renta básica universal. Fue fundada en septiembre de 2016 en Munich por un grupo de 32 personas, ante la falta de espacio para la temática de la renta básica universal en la agenda política de los partidos izquierdistas representados en el Bundestag. Luego de participar en varias elecciones estatales, obtuvo 97,386 votos en las elecciones federales alemanas de 2017 y alcanzó el 0.2%. En las elecciones al Parlamento Europeo de 2019 obtuvo 40.834 votos y el 0.1%.
La BGE tiene asociaciones estatales en los 16 estados federados de Alemania y su presidente fue Martin Sonnabend. Actualmente cuenta con alrededor de 300 miembros.